# Nachal

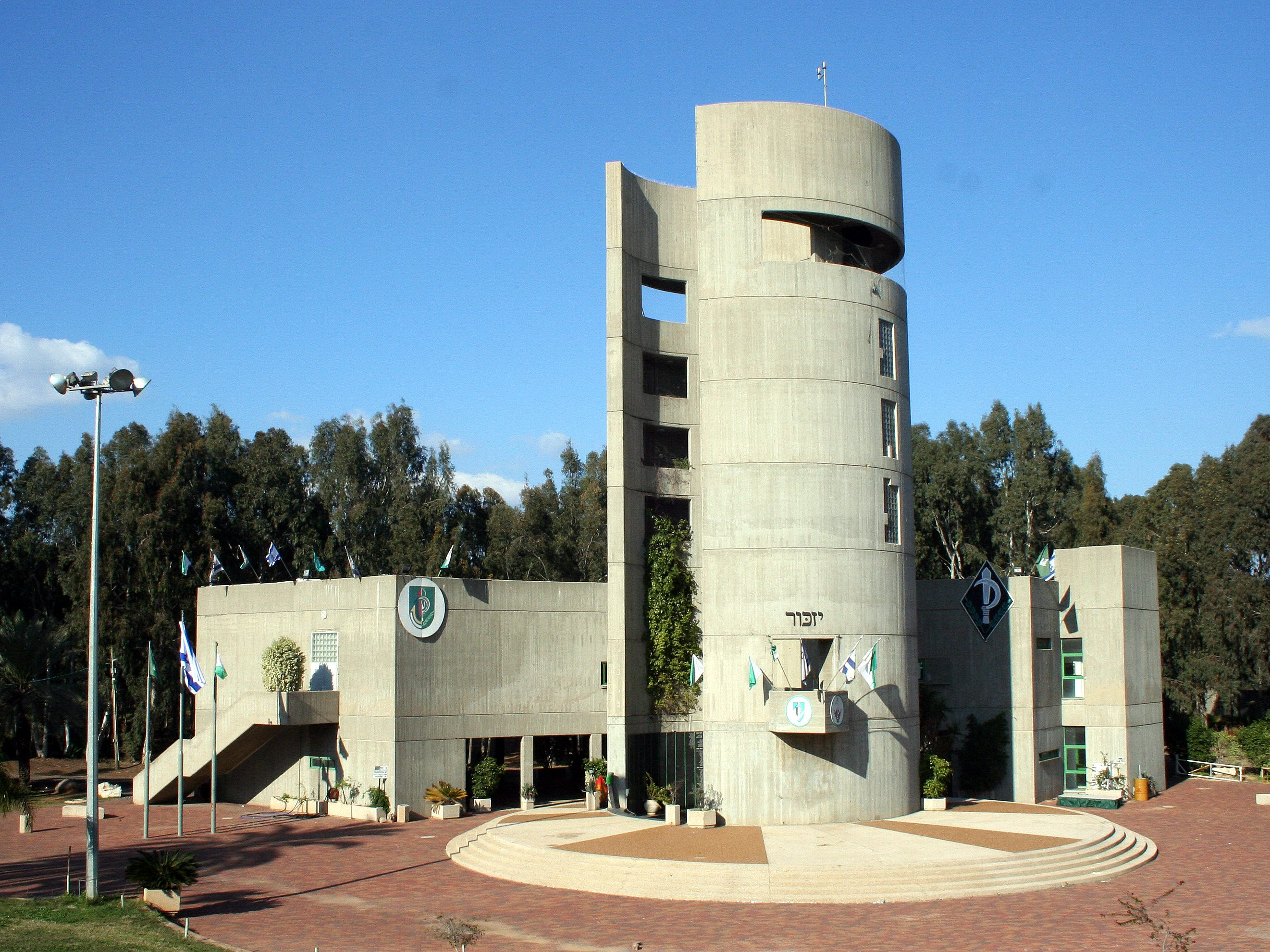
Denkmal der Nachal Pionierjugend in Pardes Channah

Nachal (hebräisch נַחַ״ל NaCha"L) ist ein Akronym der Worte Noʿar Chalūzī Lōchem (נֹעַר חֲלוּצִי לוֹחֵם ‚Kämpfende Chaluzische Jugend‘), eine Bewegung, die 1948 gegründet wurde.
Die Nachal wurde 1948 von David Ben-Gurion als Weiterentwicklung der Pionierjugend mit dem Ziel, Landwirtschaft und Militärdienst zu vereinen, gegründet. So war die Nachal vor allem an der Gründung von Kibbuzim beteiligt, von denen einige ursprünglich Nachal-Siedlungen waren. Als Nachal-Wiege gilt insbesondere der Kibbuz Ein Charod (Ein Harod) im Norden Israels am Fuß des Bergs Gilboa.
1984 wurde Nachal (zusammen mit dem Verband der Entwicklungsstädte) mit dem Israel-Preis „für einen besonderen Beitrag an Gesellschaft und Staat“ ausgezeichnet.